# 佐藤夕美子
佐藤 夕美子（さとう ゆみこ、1978年〈昭和53年〉7月10日 - ）は、日本の女優。本名、高添 夕美子（たかそえ ゆみこ）。
東京都大田区出身。亜細亜大学経営学部経営学科卒業。山梨県甲府市在住。パシフィックボイス所属。8歳の時にミュージカル『アニー』でデビューしミュージカル中心に活動を開始。1997年（平成9年）度後期のNHK連続テレビ小説『甘辛しゃん』でヒロインを務める。

## 来歴
1987年、小学校3年生の時に佐々木隆子の薦めでミュージカル『アニー』のオーディションに挑戦し、テッシー役を射止める。その後、名倉加代子ジャズダンススタジオに入り、翌々年ポリー役を務め、ミュージカルの楽しさに目覚める。この頃、映画『コーラスライン』『ウエストサイドストーリー』を見て、役者を意識し出す。中学生になり、小椋佳主催「アルゴミュージカルキッズ」オーディションに参加し、4年間メインキャストおよび初主演を務める。
高校生になり、ドラマでレギュラー出演していたが、一時活動中止。高校卒業と同時に芸能活動を再開する。
芸能活動の再開きっかけとなる、1997年（平成9年）度後期のNHK連続テレビ小説『甘辛しゃん』のオーディションにて1863人の応募者の中からヒロインの座を射止めた。大学入学と重なったため、一年休学を経て亜細亜大学経営学部経営学科を卒業。
NHK BS2『ザ☆スター』（2010年 - 2011年）にてレギュラーMCを務めた。
2018年4月には同年度前期の連続テレビ小説『半分、青い。』で20年ぶりに朝ドラ出演を果たした。
私生活では、結婚し夫の出身地である山梨県甲府市にて生活する。2012年7月9日に長女、2017年5月19日に次女を出産した。2016年4月より「やまなし大使」を務める。2018年現在、山梨県在住。

## 人物・エピソード
保育園の頃から地域のカラオケ大会に参加するなど、好奇心旺盛活発に育つ。この頃の夢は保育士。5歳になり、内股を治すために佐々木隆子タップダンススタジオに入る。小学校時代は一輪車を乗り回していた。小学校2年生から始めた剣道は中学・高校になると部長を務め、稽古場にも試合後防具を担いで行ったほどであった（中学時代）。
子供ながら大人の料理教室に参加するなど、水泳、塾、ピアノなど他の習い事も始めるも、タップと剣道ほどは長続きしなかった。マイケル・ジャクソンに憧れ、初めて対面した時（ミュージカル『アニー』のメンバーがマイケル・ジャクソンに呼ばれた）、彼のオーラに驚愕する。
高校時代は美術に明け暮れ、茶道部でも部長を務める。大学卒業後、カラーコーディネーター、着付けなどの資格を取り始める。
30歳を過ぎマラソンを始めて、ホノルルマラソンなどに参加。楽しく、ダメージを残さないよう、女性らしい身体を目指して走る事をモットーにしている。
歴史、旅行が好きで、社寺建築などにも興味があり、御朱印帳をもち日本中を回っている。

## 主な出演作

### テレビドラマ
- 八神くんの家庭の事情（1994年 - 1995年、テレビ朝日系）
- 土曜ワイド劇場 そして誰もいなくなる（1994年、テレビ朝日系） - 浅岡和子 役
- 連続テレビ小説（NHK総合）
  - 甘辛しゃん（1997年10月 - 1998年4月） - 主演・榊泉 役
  - 半分、青い。（2018年） ‐ 豊島先生 役[10]
- 感動ドラマスペシャル 学校の挑戦（1998年、テレビ朝日系） - 堀内ゆき乃 役
- 月曜ドラマスペシャル 家庭欄記者・鍋島六郎II（2000年、TBS系）
- テレビ未来遺産"終戦"特別企画 報道ドラマ「生きろ 〜戦場に残した伝言〜」（2013年、TBS系） - 島田美喜子 役
- あなたに似た誰か 第1話「カハタレバナ」（2013年、NHK BSプレミアム） - 武藤美和子 役
- スペシャルドラマ 三つの月（2015年、CBC） - 看護師 役
- ドラマ10 運命に、似た恋（2016年9月 - 11月、NHK総合） - 鎌田たいこ（クリーニング店「ブランシェス」店員） 役
- 不発弾 (小説)（2018年、WOWOW） - 遠藤響子 役
- 透明なゆりかご 第7回（2018年8月31日、NHK総合） - 石澤恵子（ミカの母） 役
- サギデカ（2019年） ‐ 今宮夏蓮の母 役
- 夫の家庭を壊すまで 第9話 - （2024年9月9日 - 、テレビ東京） - 小野春奈 役[11]

### テレビ
- 第48回NHK紅白歌合戦（1997年12月31日、NHK総合・ラジオ第1） - 審査員
- ヨーロッパの古城ホテル（2004年、CS旅チャンネル） - ナレーション
- ザ☆スター（2010年6月12日 - 2011年3月、NHK BS2・BShi） - 司会

### 映画
- ULTRAMAN（2004年、小中和哉監督） - 由利子 役
- Waiting for the Sun〜天気待ち〜（2007年、奈良橋陽子監督） - えつこ 役
- 折鶴〜Orizuru 2015〜（2015年、曽原三友紀監督） - フジコ 役
- ユリゴコロ（2017年、熊澤尚人監督）

### 舞台
- ミュージカル『アニー』（1987年） - テッシー 役
  - ミュージカル『アニー』（1989年） - ポーリー 役
  - USAワールドフェスティバル日本代表『ANNIE』（1989年）
- ミュージカル『ぼくのシンデレラ』（1990年） - 夏樹 役
- アルゴミュージカル『魔法使いの夏休み』（1991年） - みどり 役
- アルゴミュージカル『アイスクリーム応援団』（1992年） - スー 役
- アルゴミュージカル『真夏のシンデレラ館で』（1993年） - 主演・真夏 役
- 深川恋物語（狐拳）（2001年、脚本・演出：大久保昌一良） - 小扇 役
- ゴースト ニューヨークの幻（2002年 - 2003年、演出：吉川徹、脚本：砂本量） - ルイーズ 役
- 34丁目の奇跡〜Here's Love〜（2005年、演出：吉川徹）

### CM
- はごろもフーズ サラのり・サラかつお 「販売員かつのり」篇（2011年9月）[12]
- 野村不動産 プラウドシティー新川崎（2014年4月）
- わかもと製薬 アバンビーズ（2015年11月 - ） - メインキャラクター
- 三井製糖（2016年4月） - ゲストメインキャラクター